# 罗马尼亚民族共产主义
罗马尼亚民族共产主义是指1960年代初—1989年罗马尼亚社会主义共和国推行的一种民族主义形式。该术语在罗马尼亚共产党执政时期并未使用。其起源可追溯到乔治·乔治乌-德治摆脱苏联的政治控制之时，并在尼古拉·齐奥塞斯库的领导下得到极大发展。1971年，齐奥塞斯库发表《七月提纲》，发起一场民族文化革命。民族神话的一部分包括齐奥塞斯库的个人崇拜和对罗马尼亚历史的理想化，这在罗马尼亚历史学中被称为“达契亚主义”（又称“原创主义”）。
这一民族主义意识形态建立在马克思列宁主义原则与罗马尼亚民族主义理论混合的基础之上。推动民族共产主义意识形态的核心信念是，罗马尼亚人是东欧的一个孤立的“拉丁岛”，在两千年里不断地团结抵御外来力量，以实现统一和独立。